# 森雅裕
森 雅裕（もり まさひろ、1953年4月18日 - ）は、日本の推理作家・小説家。兵庫県神戸市出身。東京藝術大学美術学部卒業。

## 略歴
1983年に大学を卒業。アルバイトを続けながら1985年、『画狂人ラプソディ』が第5回横溝正史ミステリ大賞で佳作を、『モーツァルトは子守唄を歌わない』が第31回江戸川乱歩賞を受賞。乱歩賞受賞作をはじめ、『椿姫を見ませんか』『ベートーヴェンな憂鬱症』などのクラシックをテーマにした作品が有名だが、扱うジャンルは多岐に渡り、その全てがミステリという訳ではない。
作家の北村薫、松浦理英子も森のファンであることを公言しているが、出版本の殆ど全てが絶版となっている。
1996年に出版の『推理小説常習犯』では危険な発言を連発、業界の悪弊、癒着、非常識などを実名に近い形で生々しく指弾し、大きな波紋を広げた。特に作品に勝手に校正を入れたりする出版社の編集者には憎悪を隠そうとせず（『推理小説常習犯』では、高名な大物編集者の名を暗号で死ねとまで罵倒している）、仕事をする新規出版社とはことごとく衝突し、漏れなく喧嘩別れをしている。
また、いくつかの作品は商業ルートに乗せず自費出版されており、1995年に私家版の『いつまでも折にふれて』を刊行。この作品は後1999年にKKベストセラーズ版として『さらば6弦の天使』との抱き合わせで商業出版された。またその後も、2005年に『トスカのキス』、2007年12月に 『雙』を自主出版。いずれも既に完売しており、現在は入手不可である。

## エピソード
- 20代中盤になってから大学進学を決意し、東京藝術大学美術学部を授業料免除で4年間で卒業。その頃より両親、親戚縁者と絶縁したという。この頃の生活は半自伝小説ともとれる『歩くと星がこわれる』に書き記している。
- 東野圭吾と江戸川乱歩賞を同時受賞した。東野は著書『たぶん最後のご挨拶』で「同時受賞者の森雅裕氏は、物静かな芸術家という雰囲気の人物だった」と評していた。しかしその後「じつはとんでもない人物だと知るのは、もう少し後のことである」とも述べている。そのエピソードについては後述する。
- 江戸川乱歩賞受賞パーティのスピーチにて「新聞、雑誌などに載ったインタビューはその殆どが記者によって捏造されたデタラメ。本気にしないでいただきたい」と実名をまじえてマスコミの取材対応ぶりを批判した。東野は後に「森雅裕氏は、長々と何かしゃべっていた。かなり過激な内容だったらしく、後でちょっと紛糾した」とエッセイに書き記している。東野はこのように戦闘的な同期生に対して、いささか距離を置いていた。東野自身も高い人気を博するようになったのはずっと後年のことであるが、作家生活前半期の苦労についてあまり表立った著述はしていない。
- 『推理小説常習犯』『高砂コンビニ奮闘記』では新本格派ミステリーの産みの親とされる宇山日出臣（宇山秀雄）について「出版業界から干される最初のきっかけを作った人物」などと言及し、宇山との確執を匂わせている（ただしこれは森の一方的な視点であり、考察については注意を要する）。尚、『感傷戦士 〜五月香ロケーションPart1〜』『漂泊戦士 〜五月香ロケーションPart2〜』の頃はその関係はまだ良好であったようで、登場人物の一人に宇山秀雄というキャラクターを出していた。
- 石川ひとみ、中森明菜、森高千里、ZARDの坂井泉水のファンでもあり、著書のヒロイン像にもその情念が投影されている。『サーキット・メモリー』に登場する梨羽五月香は石川、『椿姫を見ませんか』『あした、カルメン通りで』『蝶々夫人に赤い靴』の鮎村尋深は中森、『ビタミンCブルース』の千里は森高、『いつまでも折にふれて』『さらば6弦の天使』の錺泉深は坂井がそれぞれモデルとされている。
- ゴーストライターの経験がある。
- ギタリストとしてレコーディングした経験がある。
- 『平成兜割り』を筆頭に、『流星刀の女たち』『鉄の花を挿す者』『雙』など刀剣を題材にした作品も多く、作者自身が美術刀剣愛好家である。彫金家としても活動し、2004年、2005年と連続で「新作刀展覧会」に作品(鐔)を出展していた。
- 下記以外の自費出版に『愛の妙薬もう少し……』『微笑みの記憶』（『椿姫を見ませんか』『あした、カルメン通りで』『蝶々夫人に赤い靴』に続く鮎村尋深シリーズ）、『雪の炎』があると公式に本人が述べているが、原稿の全てを知人に配布し手元に原稿もないため、今後発表の予定はないという。

## 近況
- 文庫落ちや復刊は別として、商業出版社からの新刊は2000年のエッセイ『鐵のある風景』が長年最後となっていたが、2010年1月に書下ろしエッセイ『高砂コンビニ奮闘記　悪衣悪食を恥じず』を刊行。森のコンビニエンスストアでのアルバイトの顛末記である。因みに版元の宣伝文句は「職人気質の性格が大手出版社の文芸編集者の反感を買い、いつしか不遇の作家に。本書は生活に窮した森氏がコンビニ店員として暮らす日々を赤裸々に綴った、異色ノンフィクション」となっている。
- 『高砂コンビニ奮闘記　悪衣悪食を恥じず』刊行直後の日刊ゲンダイのインタビューにて、作家デビュー後の不遇と、極貧生活、自殺未遂（線路に飛び込もうか迷っているところを駅員に声をかけられて思いとどまる）等を語った[2]。
- また東京新聞の3月7日付のインタビューでは最近では再び彫金に意欲を燃やしていると語り、しばらく遠ざかっているコンクールへの出品に意欲を見せていると紹介された。
- 現在運営されている会員制サイトでは、作者自身でブログ更新がなされているが、新規会員募集はしていない[3]。
- 2011年7月1日より、刀剣杉田のサイトにて『童子切り転生』連載開始[4]。なお、某アイドルユニットに関連して不穏な記載をしたとして過去の掲載原稿はすべて削除されている。

## 著作リスト

### 小説
- 画狂人ラプソディ（1985年、角川ノベルズ→KKベストセラーズ）
- モーツァルトは子守唄を歌わない（1985年、講談社　のち文庫→KKベストセラーズワニの本→ブッキング）　後に作画：有栖川るいでコミック化（月刊ステンシル　エニックス）
- 椿姫を見ませんか（1986年、講談社）のち文庫
- サーキット・メモリー（1986年、角川ノベルズ）
- 感傷戦士 ～五月香ロケーションPart1（1986年、講談社ノベルス）のち文庫
- 漂泊戦士 ～五月香ロケーションPart2～（1987年、講談社ノベルス）のち文庫
- さよならは2Bの鉛筆（1987年、中央公論社）のち文庫
- ベートーヴェンな憂鬱症（1988年、講談社　のち文庫→ブッキング）☆
- マン島物語 The Isle Of Man Story （1988年、中央公論社→KKベストセラーズ）
- あした、カルメン通りで（1989年、講談社）のち文庫
- 歩くと星がこわれる（1990年、中央公論社）
- 100℃クリスマス（1990年、中央公論社）
- 蝶々夫人に赤い靴（1991年、中央公論社）
- 平成兜割り（1991年、新潮社）
- 流星刀の女たち（1992年、講談社文庫）
- ビタミンCブルース（1993年、新潮社）
- マンハッタン英雄未満（1994年、新潮社）
- いつまでも折にふれて（1995年、スターポスト音楽出版）※自費出版
- 鉄の花を挿す者（1995年、講談社）
- 自由なれど孤独に（1996年、講談社）
- 会津斬鉄風（1996年、集英社）のち文庫
- 北斎あやし絵帖（1998年、集英社）
- いつまでも折にふれて/さらば6弦の天使（1999年、KKベストセラーズ）
- 化粧槍とんぼ切り（2000年、集英社）
- トスカのキス （2005年、森みかん）※自費出版
- 雙（2007年、森みかん）※自費出版

### エッセイ
- 推理小説常習犯 －ミステリー作家への13階段+おまけ（1996年、KKベストセラーズ）のち講談社＋α文庫
- 鐵のある風景 －日本刀をいつくしむ男たち（2000年、平凡社）
- 高砂コンビニ奮闘記 悪衣悪食を恥じず（2010年、成甲書房）